# Piotr Karczmarek
Piotr Karczmarek (ur. 21 stycznia 1957) – polski lekkoatleta specjalizujący się w biegach płotkarskich.

## Osiągnięcia
Wielokrotny medalista mistrzostw Polski w biegu na 400 metrów przez płotki oraz biegach sztafetowych. Startował w barwach warszawskiej Legii. Były mąż Agaty.

## Rekordy życiowe
- bieg na 400 metrów – 47,55 s. (19 maja 1985, Budapeszt)
- bieg na 400 metrów przez płotki – 50,57 s. (8 sierpnia 1987, Warszawa)[1]